# Forbidden Colours
"Forbidden Colours" is een nummer van de Britse singer-songwriter David Sylvian en de Japanse componist Ryuichi Sakamoto. Het nummer werd uitgebracht op de soundtrack van de film Merry Christmas, Mr. Lawrence uit 1983. Dat jaar werd het nummer tevens uitgebracht als single.

## Achtergrond
"Forbidden Colours" is de vocale versie van het themanummer van de film Merry Christmas, Mr. Lawrence (in een aantal landen Furyo genoemd) van Nagisa Oshima uit 1983. De muziek van het nummer is geschreven door Sakamoto, die het ook geproduceerd heeft, terwijl Sylvian de tekst op zijn rekening nam. Het is de tweede samenwerking tussen Sylvian en Sakamoto, nadat zij in 1982 ook al het nummer "Bamboo Houses" maakten.
De titel van "Forbidden Colours" is afkomstig van de roman Forbidden Colors van de Japanse schrijver Yukio Mishima uit 1953. Hoewel de roman geen directe connectie heeft met de film, bevatten beide werken thema's die met homoseksualiteit te maken hebben. Het nummer werd uitgebracht als single en bereikte enkel op de Britse eilanden de hitlijsten; in het Verenigd Koninkrijk kwam het tot de zestiende plaats, terwijl het in Ierland een plaats hoger piekte.
In 1984 werd "Forbidden Colours" opnieuw opgenomen als de B-kant voor "Red Guitar", de eerste single van Sylvians eerste solo-album Brilliant Trees. In 1987 verscheen het nummer op enkele edities van zijn album Secrets of the Beehive. Zowel Sakamoto als Sylvian hebben sindsdien meerdere versies van het nummer opgenomen, zowel instrumentaal (onder de titel "Merry Christmas, Mr. Lawrence") en met zang. Een orkestrale versie, met zang van Sylvian, werd opgenomen voor Sakamoto's album Cinemage uit 1999.

## NPO Radio 2 Top 2000
| Nummer met noteringen in de NPO Radio 2 Top 2000 | '09  | '10 | '11  | '12  | '13  | '14  | '15  | '16  | '17  | '18  | '19  |
| ------------------------------------------------ | ---- | --- | ---- | ---- | ---- | ---- | ---- | ---- | ---- | ---- | ---- |
| Forbidden Colours                                | 1023 | 989 | 1038 | 1125 | 1130 | 1072 | 1230 | 1371 | 1387 | 1945 | 1852 |

1. ↑  Een vetgedrukt getal geeft de hoogste notering aan.
2. ↑  2009 was het eerste jaar met een notering voor dit nummer.
3. ↑  Deze tabel is bijgewerkt tot en met de laatste editie (2024).